# Јозеф Венглош
Јозеф Венглош (Ружомберок, 18. фебруар 1936 – Братислава, 26. јануар 2021) је био чехословачки и словачки професионални фудбалер и тренер. Предводио је клубове у осам националних првенстава и пет репрезентација. Докторирао је физичко васпитање и специјализирао психологију. Више пута је држао предавања на ФИФА академијама широм  свијета.

## Каријера
Рођен  је у Ружомбероку, у Чехословачкој (данас Словачка). Играо је као везни играч за Слован из Братиславе 1954–1966, а касније је био капитен тима, а такође је играо за Б-тим репрезентације Чехословачке. Након што је прекинуо играчку каријеру због хепатитиса, започиње тренерску каријеру. Први клуб који је тренирао био је ФК Праг Сиднеј у Аустралији, а потом је тренирао фудбалске репрезентације Новог Јужног Велса и Аустралије. Потом се вратио у Чехословачку и био тренер на клупском и репрезентативном нивоу до 23 године.
За тренера ФК Слована из Братиславе постављен је 1973. Током прве три године на челу овог клуба два пута је освајао шампионску титулу. Такође, од 1973. до 1978. био је помоћни тренер репрезентације Чехословачке. Као помоћник Вацлава Јежека помогао је тиму да освоји Европско првенство 1976. након што су у полуфиналу савладали Холандију а у финалу Западну Њемачку. Као тренер репрезентације Чехословачке од 1978. до 1982. године, Венглош је водио своју екипу до 3. мјеста на Европском првенству 1980. године. Са репрезентацијом се пласирао на завршницу Свјетског првенства 1982., али су испали у првом колу. Потом је тренирао Спортинг из Лисабона од 1983. до 1984. године, Након тога је тренирао у Малезији (ФК Куала-Лумпур иФудбалска репрезентација Малезије). Од 1988. поново је тренер репрезентације Чехословачке коју води до четвртфинала Свјетског првенства 1990. Послије Свјетског првенства 1990. одлази у Енглеску и преузима Астон Вилу. Био је први тренер рођен ван Велике Британије или Ирске који водио један тим у Премијер лиги. Отишао је након само једне сезоне, јер је клуб завршио само два мјеста изнад зоне испадања из Премијер лиге. Потом прелази у турску лигу, где је водио Фенербахче од 1991. до 1993. Био је и први тренер репрезентације Словачке од 1993. до 1995. године након разлаза Чешке и Словачке, након чега је водио Оман 1996–1997. За главног тренера Селтика именован је 17. јула 1998. Навијачи Селтика су новог тренера дочекали са негодовањем, а неколико стотина се окупило испред стадиона и узвикивале "Др Ко?" алудирајући на његов докторат. Сезону 1998-1999. екипа Селтика одиграла је у одличној форми, али нису успјели да се квалификују за Лигу шампиона. На крају сезоне Венглош одлази да би преузео нову функцију, али остаје у Селтику као скаут. Најзаслужнији је што се екипи Селтика придружио Љубомир Моравчик који је постао љубимац навијача. Тада у клуб долази и будућа легенда овог клуба Јохан Мјелби, па иако Венглош није освојио ни један трофеј у клубу навијачи га и даље поштују јер је довео те играче у Селтик. Такође, под његовим вођством екипа Селтика је нанијела тежак пораз највећим ривалима у дербију против Ренџерса који је завршен резултатом 5-1. Касније је водио јапански тим ФК Џеф јунајтед Чиба током сезоне 2002. НАкон овог је завршио тренерску каријеру.
Венглош је био предсједник Европске уније тренера, председник УЕФА Комисије за технички напредак, технички саветник ФИФА , члан извршног комитета Словачког фудбалског савеза, савјетник предсједника Словачке и министра образовања Словачке. Кандидовао се за предсједника Словачког олимпијског комитета (СОВ) 1999. године, али је изгубио од Франтишека Чмелара.